# 1948 en combiné nordique
| Années du combiné nordique : 1945 - 1946 - 1947 - 1948 - 1949 - 1950 - 1951    |
| Décennies du combiné nordique : 1910 - 1920 - 1930 - 1940 - 1950 - 1960 - 1970 |

Cette page reprend les résultats de combiné nordique de l'année 1948.

## Festival de ski d'Holmenkollen
L'édition 1948 du festival de ski d'Holmenkollen fut remportée par le Norvégien Simon Slåttvik devant son compatriote Ottar Gjermundshaug. Le Finlandais Martti Huhtala est troisième de l'épreuve.

## Jeux du ski de Lahti
Un trio finlandais monte sur le podium de l'épreuve de combiné des Jeux du ski de Lahti 1948 : Heikki Hasu remporte l'épreuve devant Martti Huhtala et Paavo Korhonen.

## Jeux du ski de Suède
L'épreuve de combiné de la deuxième édition des Jeux du ski de Suède permit au Suédois Sven Israelsson de conserver son titre. Il s'impose devant son compatriote Erik Elmsäter. Un Norvégien, Ottar Gjermundshaug, se classe troisième.

## Jeux olympiques
Les Jeux olympiques d'hiver eurent lieu à Saint-Moritz, en Suisse. L'épreuve de combiné fut remportée par le Finlandais Heikki Hasu devant son compatriote Martti Huhtala. Le Suédois Sven Israelsson remporte la médaille de bronze.

## Championnats nationaux

### Championnat d'Allemagne
Le championnat d'Allemagne de combiné nordique 1948 n'a pas été organisé.

### Championnat des États-Unis
Le championnat des États-Unis 1948 eut lieu à Duluth, dans le Minnesota. Il fut remporté par Robert Wright.

### Championnat de Finlande
Le champion de Finlande 1948 fut Martti Huhtala.

### Championnat de France
Les résultats du championnat de France 1948 manquent.

### Championnat d'Islande
Comme en 1945 et 1946, le championnat d'Islande 1948 fut remporté par Guðmundur Guðmundsson.

### Championnat d'Italie
Le championnat d'Italie 1948 fut remporté par Rizzieri Rodeghiero (en). Alfredo Prucker, troisième l'année précédente, arriva deuxième, devant Alberto Tassotti.

### Championnat de Norvège
Le championnat de Norvège 1948 se déroula à Lillehammer, sur le Lysgårdsbakken. Le vainqueur fut Per Sannerud. Il devançait Ottar Gjermundshaug et Olaf Dufseth.

### Championnat de Pologne
Le championnat de Pologne 1948 fut remporté par Józef Daniel Krzeptowski (pl), du club SNPTT Zakopane.

### Championnat de Suède
Le championnat de Suède 1948 a distingué le champion sortant, Sven Israelsson, du club Dala-Järna IK ; c'était là son troisième titre consécutif, et le quatrième de sa carrière. Le club champion fut le IFK Kiruna.

### Championnat de Suisse
Le Championnat de Suisse 1948 a eu lieu à Saint-Moritz. Il permit à Niklaus Stump de retrouver son titre perdu un an plus tôt, en devançant le champion sortant, Alfons Supersaxo. Gottlieb Perren est troisième, comme l'année précédente.